# Villanova (Francia)
Villanova (in corso Villanova) è un comune francese di 358 abitanti situato nel dipartimento della Corsica del Sud nella regione della Corsica.

## Società

### Evoluzione demografica
Abitanti censiti